# Pelodia
Pelodia là một chi bướm đêm thuộc họ Erebidae.